# 어벤져스 (영화)
《어벤져스》(영어: The Avengers)는 마블 스튜디오가 제작하고 월트 디즈니 픽처스가 배급하여 2012년 개봉한 미국의 슈퍼 히어로 영화이다. 마블 코믹스에 등장하는 동명의 슈퍼히어로 팀을 바탕으로 하고 있다.
2005년 4월 마블 스튜디오가 메릴린치에서 대출을 받아 기획이 시작되고 2008년 5월 아이언맨이 성공한 후 어벤져스가 2011년 7월에 발표되었고, 2012년으로 개봉이 연기되었다. 2010년 4월 조스 위던 감독과 잭 펜이 집필한 각본을 다시 각색하기 위해 고용되었다. 촬영은 2011년 4월부터 뉴멕시코주 앨버커키에서 시작되어 8월 오하이오주 클리블랜드, 9월 뉴욕에서 진행되었다. 또한 포스트 프로덕션 때에는 3D 영화로 변환되었다.
월드 프리미어는 2012년 4월 11일 캘리포니아 할리우드의 엘 캐피탄 극장에서 열렸다. 평론가로부터 높은 평가를 받고 또한 흥행면에서도 역대 최고의 북미 오프닝, 사상 최고 속도로 세계 흥행 수입 10억 달러를 돌파하는 등 많은 신기록을 만들어 냈다. 속편은 2015년에 공개되었다.

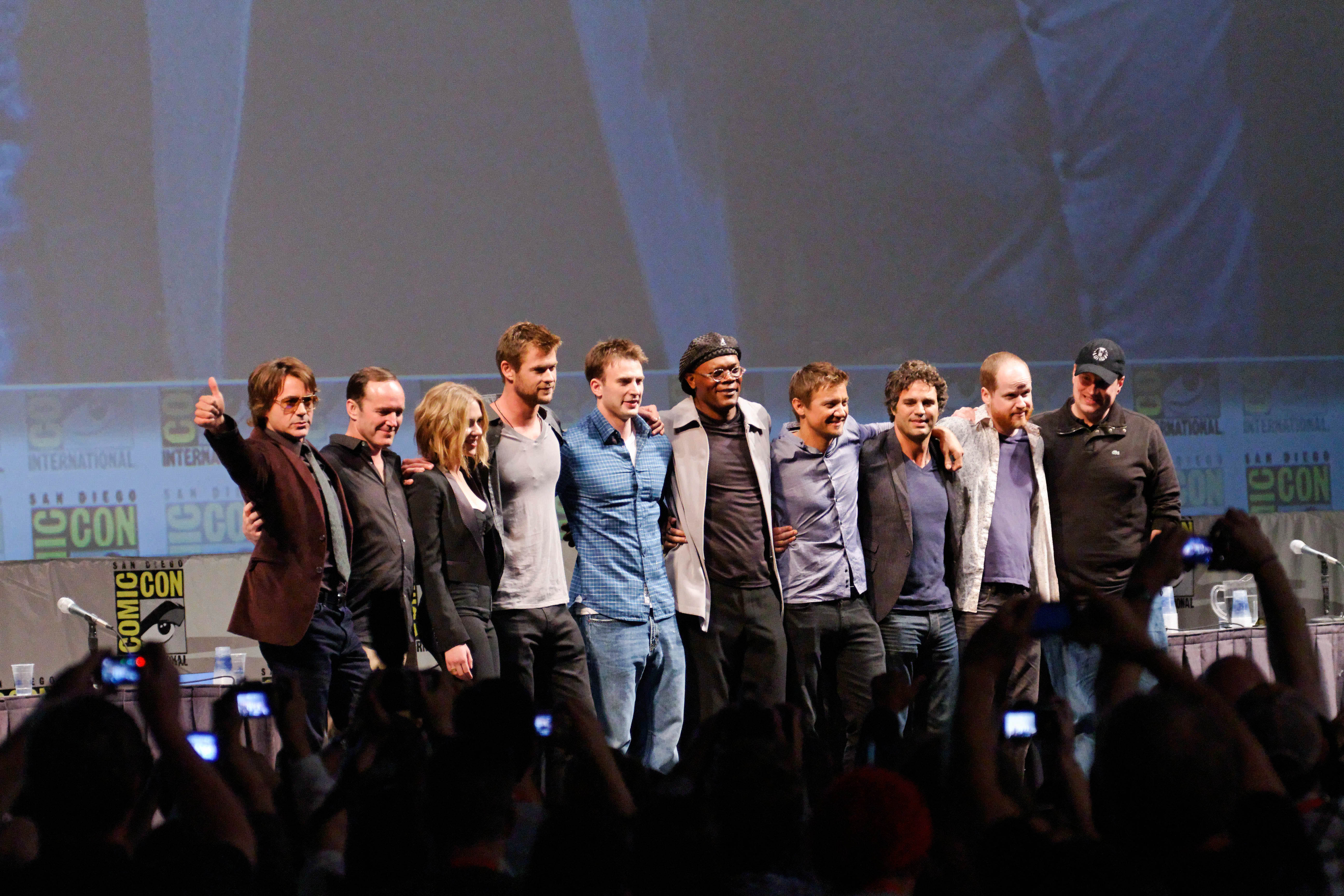
어벤져스의 배우들.

## 줄거리
슈퍼히어로인 캡틴 아메리카, 아이언맨, 토르, 헐크, 호크아이, 블랙 위도우가 S.H.I.E.L.D.의 국장 닉 퓨리의 주도 하에 팀으로 뭉쳐 로키와 치타우리 종족으로부터 지구를 지킨다.
ASSEMBLE! 최강의 슈퍼히어로들이 모였다! 지구의 운명을 건 거대한 전쟁이 시작된다! 지구의 안보가 위협당하는 위기의 상황에서 슈퍼히어로들을 불러모아 세상을 구하는, 일명 어벤져스 작전. 에너지원 ‘테서랙트’를 이용한 적의 등장으로 인류가 위험에 처하자 국제평화유지기구인 쉴드 (S.H.I.E.L.D)의 국장 닉 퓨리(사무엘 L.잭슨)는 어벤져스 작전을 위해 전 세계에 흩어져 있던 슈퍼히어로들을 찾아나선다. 아이언맨(로버트 다우니 주니어)부터 토르(크리스 헴스워스), 헐크(마크 러팔로), 캡틴 아메리카(크리스 에반스)는 물론, 쉴드의 요원인 블랙 위도우(스칼렛 요한슨), 호크아이(제레미 레너)까지, 최고의 슈퍼히어로들이 어벤져스의 멤버로 모이게 되지만, 각기 개성이 강한 이들의 만남은 예상치 못한 방향으로 흘러가는데… 지구의 운명을 건 거대한 전쟁 앞에 어벤져스 작전은 성공할 수 있을까?

## 캐스팅
- 로버트 다우니 주니어 - 토니 스타크/아이언맨
- 크리스 에반스 - 스티브 로저스/캡틴 아메리카
- 마크 러펄로 - 브루스 배너/헐크
  - 루 퍼리그노 - 헐크 목소리
- 크리스 헴스워스 - 토르
- 제러미 레너 - 클린트 바턴/호크아이
- 스칼렛 요한슨 - 나탸사 로마노바/블랙 위도우
- 톰 히들스턴 - 로키
- 새뮤얼 L. 잭슨 - 닉 퓨리
- 클라크 그레그 - 필 콜슨
- 폴 베타니 - 자비스
- 코비 스멀더스 - 마리아 힐
- 기네스 팰트로 - 페퍼 포츠
- 스텔란 스카르스고르드 - 에릭 셀빅
- 홍시호 - 아이언맨(로버트 다우니 주니어)
- 김기현 - 닉 퓨리(새뮤얼 L. 잭슨)
- 안장혁 - 토르(크리스 헴스워스)
- 임체헌 - 캡틴 아메리카(크리스 에반스)
- 유동균 - 호크아이(제러미 레너)
- 엄상현 - 로키(톰 히들스턴)
- 사성웅 - 헐크(마크 러펄로)
- 소연 - 블랙 위도우(스칼렛 요한슨)
- 방성준 - 에릭 셀빅(스텔란 스카르스고르드)
- 한경화 - 페퍼 포츠(귀네스 팰트로)
- 양준건 - 필 콜슨(클라크 그레그)

## 반응

### 박스오피스
《어벤져스》는 2012년 6월 17일까지 북미에서만 586,794,371 달러를 벌어들였고, 그외 국가에서 833,100,000 달러를 벌어들여 6월 17일까지 세계적으로 1,419,894,371 달러의 수익을 올렸다. 이 영화는 2012년 가장 높은 수익률을 올린 영화로, 역대 순위에서는 《아바타》, 《타이타닉》에 이은 3위이다. 또한 만화를 원작으로 한 영화중 가장 높은 수익률을 올린 영화이며, 월트 디즈니 스튜디오가 배급한 영화 중 가장 높은 수익을 올린 영화이고, 슈퍼히어로 영화 중 가장 높은 수익률을 올린 영화이다.

## 시리즈
- 어벤져스2
- 어벤져스3
- 어벤져스4
- 이터널스1

### 다른 마블 영화
- 헐크
- 헐크2
- 앤트맨
- 블랙 위도우
- 아이언맨1
- 아이언맨2
- 아이언맨3
- 캡틴 아메리카1
- 캡틴 아메리카2
- 캡틴 아메리카3
- 앤트맨2
- 닥터 스트레인지
- 토르1
- 토르2
- 토르3
- 블랙 팬서1
- 스파이더맨1
- 스파이더맨2
- 스파이더맨3
- 스파이더맨4
- 스파이더맨5
- 가디언즈 오브 갤럭시1
- 가디언즈 오브 갤럭시2
- 스파이더맨6
- 앤트맨3
- 블랙 팬서2